# Кванмёнсон-3
Кванмёнсон-3 (кор. 광명성 3호?, 光明星三號? — «Яркая звезда-3») — третий из серии искусственных спутников Земли КНДР. Запуск спутника ракетой-носителем (РН) «Ынха-3» («Млечный путь-3») с космодрома Тончхан-ни (Сохэ) осуществлялся дважды: 13 апреля 2012 года и 12 декабря 2012 года.
Первая попытка запуска спутника, а также ввод в эксплуатацию нового типа носителя (с модифицированной третьей ступенью относительно предыдущей РН «Ынха-2») и второго в стране космодрома планировались приуроченными к широкомасштабному празднованию в КНДР 100-летия со дня рождения её основателя и первого президента Ким Ир Сена. Первый запуск окончился неудачей, менее чем через минуту полёта ракета развалилась в воздухе во время отделения первой ступени, её обломки и спутник упали в 165 километрах к западу от Сеула, в Жёлтом море. В отличие от предыдущих спутников серии (31.08.1998 и 05.04.2009), когда после неудачных по наблюдениям международного сообщества запусков КНДР настаивала на выводе и работе спутников на орбите, данную неудачу КНДР признала.
Второй запуск оказался успешным: спутник «Кванмёнсон-3» был выведен на околоземную орбиту. КНДР окончательно стала 10-й космической державой, способной запускать спутники собственными ракетами-носителями, опередив Южную Корею.

## Данные о спутнике
16.03.2012 Центральное телеграфное агентство Кореи (ЦТАК) огласило объявление Корейского комитета космических технологий (КККТ) о подготовке к запуску спутника дистанционного зондирования Земли (ДЗЗ) и метеорологии «Кванмёнсон-3».
Согласно нескольким сообщениям КККТ, спутник научно-технического и прикладного назначения массой 100 кг будет передавать данные в дециметровом диапазоне и видеопоток в X-диапазоне в течение запланированного срока службы 2 года для составления прогнозов погоды и стихийных бедствий, оценки полезных ископаемых, мониторинга состояния урожая, лесных и других природных ресурсов страны. По сообщениям ЦТАК, спутник также должен передавать на весь мир «Песню о полководце Ким Ир Сене» и «Песню о полководце Ким Чен Ире», а также, что спутник будет управляться Центральным командным пунктом управления полётом, находящемся в 50 км от Пхеньяна.
7 апреля спутник в форме параллелепипеда почти человеческого роста, покрытый чёрными солнечными батареями и имеющий на торце объективы фотокамер и небольшие антенны, был продемонстрирован международной общественности.
Минимальная масса спутника для заявленных функциональных возможностей ДЗЗ и метеомониторинга оценивается в 600 килограмм, тогда как в сообщении КККТ сказано, что спутник имеет массу около 100 килограмм. Соответственно, «Кванмёнсон-3» является экспериментальным спутником, который будет выполнять простейшие задачи, сходные с задачами, возложенными на первые спутники мира. Предполагалось, что новый спутник предназначен лишь для тестирования систем в космосе, каких КНДР ещё не имела.
По сообщениям южнокорейского агентства Рёнхап со ссылкой на СМИ КНДР, полярная солнечно-синхронная орбита спутника планировалась высотой около 500 км, что на 100 км выше чем у МКС и не несло для станции никакой угрозы.
Власти КНДР заявляли, что готовы поделиться данными со спутника с заинтересованными странами.

## Стоимость
По оценкам южнокорейских экспертов, запуск спутника обошёлся КНДР в 850 млн долларов.

## Планы запуска
Согласно сообщениям главной газеты страны Нодон синмун, выведение планировалось с таким наклонением орбиты в южном направлении, чтобы трасса не проходила над территориями соседних стран, в том числе Японии, как это было при предыдущих запусках и вызвало беспокойство её и её союзников. Падение ступеней ракеты-носителя предполагалось вблизи территории Филиппин, Индонезии, и возможно, Южной Кореи и японских островов Окинава: первой ступени — в Жёлтом море в 450—500 км к югу от Корейского полуострова, второй ступени — в Тихом океане восточнее Филиппин в 3 тысячах км от места запуска.
КНДР уведомила Международную морскую организацию, Международную организацию гражданской авиации и Международный союз электросвязи с указанием конкретных координат двух районов падения ступеней для принятия мер предосторожности в навигации гражданских судов и авиалайнеров по трассе вывода спутника.

## Международная реакция
При обоих запусках власти США, Японии, Южной Кореи, Франции, России и ряда других стран, а также Евросоюз и генеральный секретарь ООН Пан Ги Мун заявили о серьёзной озабоченности в связи с запуском, который, по их словам, нарушает требование резолюций ООН 1718 и 1874 от 2009 года о недопустимости использования баллистических ракет для запуска чего-либо, а также призвали КНДР воздержаться от запуска. Правительство США также заявило о возможном осложнении в исполнении действующих договорённостей от 29 февраля 2012 года о поставке продовольственной помощи в обмен на приостановку ядерной программы КНДР и мораторий на запуски ракет большой дальности. Из-за предстоящего первого запуска правительство Японии 23 марта отменило проведение в Токио 14 апреля фестиваля праздника «Ханами», «чтобы подготовиться к любым форс-мажорным ситуациям». Также при обоих запусках Япония устами министра обороны Наоки Танаки заявила о рассмотрении нескольких вариантов действий, включая возможное уничтожение спутника средствами зенитно-ракетного комплекса Пэтриот и боевой информационно-управляющей системы Иджис трёх эсминцев в случае определения непосредственной угрозы японской территории. Правительства Южной Кореи, Тайваня, России также объявили о готовности сбить ракету, если она отклонится от заданной траектории в сторону их территорий.
Ввиду острой международной реакции на предстоящий запуск, КНДР заявила 20 марта, что настаивает на своём суверенном праве запусков искусственных спутников Земли и использования космического пространства в мирных целях, что враждебные силы, включая США, Японию и Южную Корею, пытаются подорвать суверенный статус страны и что, несмотря на их давление, страна не отменит запуск спутника. По сообщению ЦТАК, «мирное развитие и использование космоса — всемирно признанное законным право суверенного государства. Запуски спутников для научных целей в рамках мирного развития, использование космоса и экономический рост никоим образом не могут быть монополией отдельных стран. Околоземное пространство нельзя превратить во владение определённых стран. Перехват спутника будет расценён как акт войны, который приведёт к катастрофическим последствиям.» Также 10 апреля представители КККТ заявили, что ракета оснащена системой самоликвидации на случай отклонения от траектории полёта, угрожающего территориям других стран.
17 марта и позднее власти КНДР заявили, что они впервые для наблюдения за запуском пригласят в Центральный командный пункт управления полётом иностранных экспертов, включая специалистов NASA, Роскосмоса, JAXA, и журналистов, которым спутник и ракета-носитель также будут предварительно показаны на стартовой площадке космодрома. Позже стало известно, что иностранные космические агентства предложение не приняли. При этом КНДР был предложен компромиссный вариант — запуск спутника средствами России или Китая. В то же время приглашением воспользовались 21 иностранное СМИ, в том числе информагентствами и телеканалами США (Associated Press, CNN, NBC), Китая (Синьхуа), России (ИТАР-ТАСС, Первый канал, НТВ, Звезда), Японии (Kyodo News, NHK), Франции (France-Presse, Le Monde), Великобритании (Reuters, BBC), Германии (ARD).

## Первый запуск
23 марта пресс-представитель МИД КНДР заявил, что подготовка к запуску вошла в полномасштабную завершающую стадию. 26 марта обнародованы сообщения наблюдателей, что ракета-носитель доставлена поездом на космодром. 28 марта на спутниковом снимке оператора DigitalGlobe стали видны работы по подготовке стартовой площадки к установке ракеты-носителя с помощью грузовиков, кранов и крановых конструкций на стартовой башне. 29 марта появились сообщения о начале работ по подготовке заправке ракеты-носителя жидким топливом.
В начале апреля оглашено, что японские разведывательные спутники наблюдали на территории Центра ракетно-космических исследований и разработок в Пхеньяне собранную 40-метровую ракету, предположительно предназначенную для праздничного военного парада, аналогичную новой ракете-носителю и эквивалентную по возможностям межконтинентальной баллистической ракете с дальностью 10 тыс. км.
К 6 апреля на космодроме сборка в монтажно-испытательном корпусе трёхступенчатой ракеты-носителя и спутника была завершена, а топливохранилища были заполнены и подготовлены к заправке после вывоза ракеты-носителя на стартовую площадку.
7 апреля 91-тонная более чем 30-метровая ракета-носитель диаметром 2,4 метров со стартовой тягой 120 тонн была установлена на стартовой площадке. Ракета на стартовой площадке, находящийся в хранилище космодрома спутник и командный пункт управления космодрома были продемонстрированы 60 журналистам. 11 апреля журналисты посетили Центральный командный пункт управления полётом в Пхеньяне.
10 апреля спутник был установлен в ракету-носитель и началась её заправка топливом.
Запуск был осуществлён 13.04.2012 в 07:38:55 UTC+9. Пуск окончился неудачей, спутник не смог выйти на орбиту, обломки ракеты-носителя «Ынха-3» и спутника «Кванмёнсон-3» упали в Жёлтое море. По сообщениям источников Южной Кореи и США, после 2 минут 15 секунд и 120 км полёта на высоте 70 км ракета «развалилась в воздухе» на две части, после чего спустя 9 минут первая часть ракеты рассыпалась на сотню фрагментов, которые упали в море в 165 километрах к западу от Сеула, а вторая часть распалась на 3 фрагмента, которые упали в море на расстоянии 190—200 километров от города Кунсан на западном побережье Южной Кореи.
Попытку запуска и движение ракеты наблюдала служба NORAD (американская служба слежения за стартами космических ракет), аналогичные российские и другие средства отслеживания ракетно-космических объектов и разведок разных стран.
Спустя около 5 часов ЦТАК и Центральное Телевидение КНДР кратко сообщили о неудаче запуска и объявили о начале разбирательства учёными и техническим персоналом КККТ в причинах его провала. На космодром или в Центр управления полётом непосредственно для наблюдения попытки запуска 12 апреля и запуска 13 апреля находившиеся в КНДР журналисты приглашены не были, а подготовленная пресс-конференция не была проведена. О времени старта не был также проинформирован ближайший союзник Китай.
Помимо взрыва или разрушения ракеты из-за вибраций или неудачного отделения первой ступени, озвучены также предположения некоторых экспертов, что КНДР могла задействовать обозначенную ранее её систему самоуничтожения спустя несколько минут полёта в случае выявления отклонения от заданной траектории.
По сообщениям источников, Южная Корея намеревалась попытаться достать упавшие в море части ракеты с кораблей ВМФ, командированных на наблюдения запуска.
Попытка запуска была широко осуждена мировым сообществом и названа нарушением резолюций ООН и «провокацией». США заявили о приостановке продовольственной помощи КНДР по соглашению от 29 февраля, Япония, «Большая Восьмёрка» и ООН рассматривают возможность объявления новых санкций против КНДР. Также в мире опасаются, что КНДР в ответ может провести новые ядерные испытания, предположительные приготовления к которым уже были замечены ранее. Экологи выражают озабоченность возможными негативными для фауны последствиями от попадания в море топлива разрушившейся ракеты.

## Второй запуск
1 декабря 2012 года, в преддверии объявленной много ранее аналогичной новой попытки запуска Южной Кореей спутника первой собственной ракетой-носителем «Наро-1», КНДР объявила, что ошибки неудачного первого запуска «Кванмёнсон-3» были отработаны и новая попытка запуска предстоит в период между 10 и 22 декабря. 8 декабря было объявлено о расширении стартового окна до 29 декабря для решения обнаруженной технической проблемы.
12 декабря 2012 года в 09:49:46 ракета-носитель «Ынха-3» со второй версией спутника «Кванмёнсон-3» на борту стартовала из Космического центра Сохэ в уезде Чхольсан, провинция Северный Пхёнан. Спутник вышел на заданную орбиту в 09:59:13, спустя 9 минут и 27 секунд после старта. Командование воздушно-космической обороны США (NORAD) подтвердило успех запуска.
Спутник обращается на полярной орбите на высоте 499,7 километров в перигее и 584,18 километров в апогее и наклонением 97,4 градуса. Его период обращения — 95 минут и 29 секунд. Запланированный срок работы — 2 года.

## Международная реакция
- ООН Генеральный секретарь ООН осудил запуск с использованием технологий баллистических ракет, как нарушающий резолюцию 1874 Совета Безопасности ООН[англ.][36]